# Pogorzyce
Pogorzyce est un village de 1 400 habitants du sud de la Pologne.
Le village est situé dans la gmina (commune) de Chrzanów dans la powiat de Chrzanów dans la voïvodie de Petite-Pologne.